# 1193-as busz
Az 1193-as jelzésű autóbuszvonal távolsági autóbuszjárat Budapest és Lenti között, melyet a Volánbusz Zrt. lát el.

## Közlekedése
Budapest, Népliget és Lenti, Autóbusz-állomás között közlekedik.  
Kettő járatpár szállítja az utasokat, az egyik a hetek utolsó munkanapján, a másik a hetek első munkanapját megelőző napokon közlekedik. A hetek utolsó munkanapján közlekedő járat Hévíz, a hetek első munkanapját megelőző napokon közlekedő járat Sármellék érintésével közlekedik.
A 3-as számú járatra Budapesten, csak előre váltott, helyfoglalást tartalmazó menetjeggyel lehet felszállni. Az 1-es számú járat Budapest és Lenti között csak leszállás céljából áll meg a megállóhelyeken.

## Megállóhelyei
| 0  | 0  | Budapest, Népliget autóbusz-pályaudvar végállomás | 12 | 12 | 1, 1A 83 254E 901, 914, 914A, 918, 950, 950A 607, 608, 626, 627, 628, 629, 630, 631, 632, 633, 635, 636, 650, 653, 654, 655, 656, 657, 659, 660, 661, 679, 705 1080, 1081, 1085, 1087, 1090, 1092, 1094, 1110, 1111, 1113, 1115, 1120, 1121, 1123, 1125, 1131, 1134, 1136, 1172, 1173, 1174, 1175, 1176, 1177, 1183, 1184, 1185, 1188, 1189, 1194, 1205, 1212, 1215, 1216, 1229, 1251, 1253, 1254, 1257, 1268 |
| 1  | 1  | Budapest, Petőfi híd, budai hídfő                 | 11 | 11 | 4, 6 153, 154, 212, 212A, 212B 918 1172, 1173, 1174, 1175, 1176, 1177, 1183, 1184, 1185, 1188, 1189, 1194, 1205, 1212, 1215, 1216, 1229, 1251, 1253, 1254, 1257 |
| 2  | 2  | Budapest, Újbuda-központ                          | 10 | 10 | 4, 6, 17, 41, 47, 48, 56, 61 33, 58, 150, 150B, 153, 154, 212, 212A, 212B 973, 973A 1172, 1173, 1174, 1175, 1176, 1177, 1183, 1184, 1185, 1188, 1189, 1194, 1205, 1212, 1215, 1216, 1229, 1251, 1253, 1254, 1257 |
| 3  | 3  | Budapest, Sasadi út                               | 9  | 9  | 8E, 40, 40B, 40E, 53, 87, 87A, 88, 88A, 108E, 139, 140, 140A, 150, 150B, 153, 154, 172, 173, 187, 188, 188E, 240, 272 908, 940, 941, 972 731, 760, 764 1187 1172, 1173, 1174, 1175, 1176, 1177, 1183, 1184, 1185, 1188, 1189, 1194, 1205, 1212, 1215, 1216, 1229, 1251, 1253, 1254, 1257 |
| ∫  | 4  | Balatonszentgyörgy, Berzsenyi utca 57.            | ∫  | 8  | 1187 1194, 1402, 1499, 1506, 1569, 1578, 1842 6043, 6103, 6162, 6163, 6166, 6192, 6193, 6374 |
| 4  | ∫  | Hévíz, Ady Endre utca                             | 8  | ∫  | 1188, 1194, 1625, 1658, 1665, 1736, 1806, 1808 6162, 6216, 6218, 6230, 6231, 6237, 6306, 6310, 6316, 6361, 6363, 6370, 6375, 6415 |
| 5  | ∫  | Hévíz, autóbusz-állomás                           | 7  | ∫  | 1188, 1194, 1212, 1402, 1499, 1506, 1569, 1625, 1636, 1658, 1665, 1666, 1673, 1714, 1724, 1725, 1736, 1794, 1806, 1808, 1842 5976, 6103, 6162, 6216, 6218, 6230, 6231, 6237, 6306, 6310, 6316, 6350, 6355, 6360, 6361, 6363, 6364, 6370, 6372, 6375, 6383, 6384, 6386, 6387, 6390, 6391, 6395, 6396, 6398, 6415, 7721, 7722                                                                                   |
| ∫  | 5  | Sármellék, vasútállomás                           | ∫  | 7  | 1187 1185, 1735, 1736, 1794 6308, 6375, 6377, 6396, 6415 |
| 6  | 6  | Zalaapáti, autóbusz-váróterem                     | 6  | 6  | 1666, 1735, 1794 6218, 6225, 6226, 6230, 6231, 6237, 6308, 6309, 6310, 6316, 6370, 6377, 6415 |
| 7  | 7  | Pacsa, autóbusz-állomás                           | 5  | 5  | 1187 1666 6218, 6219, 6220, 6222, 6223, 6225, 6226, 6230, 6231, 6237, 6309, 6377, 6401 |
| 8  | 8  | Zalaszentmihály, iskola                           | 4  | 4  | 1187 6218, 6219, 6222, 6226, 6230, 6237 |
| 9  | 9  | Bak, vendéglő                                     | 3  | 3  | 1667 6218, 6222, 6235, 6237, 6240, 6241, 6245, 6246, 6247, 6458 |
| 10 | 10 | Zalatárnok, posta                                 | 2  | 2  | 6241, 6242, 6248, 6250 |
| 11 | 11 | Nova, autóbusz-váróterem                          | 1  | 1  | 1187 1625, 1639, 1658 6239, 6241, 6242, 6248, 6553 |
| 12 | 12 | Lenti, autóbusz-állomás végállomás                | 0  | 0  | 2, 3, 35, 90, 94 1187 1183, 1184, 1625, 1639, 1641, 1643, 1658, 1669 6238, 6241, 6242, 6248, 6262, 6287, 6446, 6448, 6454, 6456, 6457, 6553, 6560, 6565, 6570, 6576, 6577, 6580, 6585 |